# Katasophistes
Katasophistes (лат.) — род жуков-водолюбов подсемейства из Acidocerinae (Hydrophilidae). 4 вида.

## Распространение
Неотропика: Венесуэла, Перу, Эквадор.

## Описание
Жуки-водолюбы мелких размеров, длина тела от 2,7 до 4,5 мм. В усиках 9 члеников. Формула лапок равна 5-5-5. Тело овальное или вытянутое, с параллельными сторонами, в целом умеренно выпуклое. Цвет тела оранжево-коричневый. Глаза относительно маленькие, субквадратные, лишь слегка вырезаны спереди, умеренно выступают из контура головы. Наличник трапециевидный, с широко выемчатым передним краем. Задние бёдра голые вдоль апикальной трети (без щетинок). Один вид (K. merida) известен из ручьёв в венесуэльских Андах. Другие описанные виды известны из лесных бассейнов ручьёв с обильным детритом в Эквадоре и Перу.

## Классификация
В составе Katasophistes описано 4 вида. Включён в состав родовой группы Tobochares group.
- Katasophistes charynae Girón & Short, 2018
- Katasophistes cuzco Girón & Short, 2018
- Katasophistes merida Girón & Short, 2018
- Katasophistes superficialis Girón & Short, 2018